# Конный спорт на летних Олимпийских играх 2012 — квалификация
В соревнованиях по конному спорту на летних Олимпийских играх 2012 смогут принять участие 200 спортсменов, которые будут соревноваться за 6 комплектов наград. Каждая страна может быть представлена не более одним спортсменов в каждой  категории. Каждая дисциплина имеет свою собственную квалификацию, но в основном базируются на рейтинге Международной федерации конного спорта.

## Выездка

### Правила квалификации
Для командных соревнований будет выделено всего 11 мест. 3 команды получили право выступать по результатам чемпионата мира по конным видам спорта 2010 года. 7 команд получат право на выступление по итогам региональных соревнований (Европа - 3, Америка - 2, Азия - 2). Также, если страна квалифицирует 3 спортсменов в индивидуальных соревнованиях, они получат возможность выступать как команда в командных соревнованиях.
В индивидуальных соревнованиях 50 мест распределиться следующим образом: 33 места будет выделено спортсменам, которые квалифицировались в командные соревнования. 7 мест получат наездники с наибольшим рейтингом из каждой региональной группы. 10 спортсменов с наивысшим рейтингом МФКС из тех, кто не квалифицировался другим способом. 

### Квоты

#### Командные соревнования
| Соревнование                               | Период                        | Место       | Квота | Квалифицированные страны    |
| ------------------------------------------ | ----------------------------- | ----------- | ----- | --------------------------- |
| Принимающая сторона                        | -                             |             | 1     | Великобритания              |
| Чемпионат мира по конным видам спорта 2010 | 25 сентября - 10 октября 2010 | Лексингтон  | 3     | Нидерланды · Германия · США |
| Чемпионат Европы 2011 (группы А, В, С)     | 17 - 21 августа 2011          | Роттердам   | 3     | Швеция · Испания · Дания    |
| Чемпионат Америки 2011 (группы D, E)       | 14 - 30 октября 2011          | Гвадалахара | 2     | Канада · Колумбия           |
| Группы F, G                                | 28 октября 2011               | Сидней      | 2     | Австралия · Новая Зеландия  |
| Группы F, G                                | November 28, 2011             | Эрмело      | 2     | Австралия · Новая Зеландия  |
| Всего                                      |                               |             | 11    |                             |

#### Индивидуальные соревнования
| Рейтинг международной федерации конного спорта (1 марта 2012) | Квота | Квалифицированные спортсмены                                                                                   |
| ------------------------------------------------------------- | ----- | --- |
| Участники командных соревнований                              | 33    | |
| Спортсмены с наивысшим рейтингом МФКС (на 1 марта 2012)       |       | |
| Группа А (Северо-Западная Европа)                             | 1     | Норвегия |
| Группа B (Юго-Западная Европа)                                | 1     | Австрия |
| Группа C (Центральная и Восточная Европа; Центральная Азия)   | 1     | Украина |
| Группа D (Северная Америка; Британские Карибы)                | 1     | Антигуа и Барбуда                                                                                              |
| Группа E (Центральная и Южная Америка)                        | 1     | Бразилия |
| Группа F (Африка и Ближний Восток)                            | 1     | Марокко |
| Группа G (Юго-Восточная Азия, Океания)                        | 1     | Япония |
| Дополнительно                                                 | 10    | Германия · Италия · Великобритания · Португалия · Бельгия · Польша · Польша · Нидерланды · Франция · Финляндия |
| Всего                                                         | 50    | |

## Конкур

### Правила квалификации
Команды из четырёх наездников были квалифицированы через чемпионат мира по конным видам спорта или региональные игры. Чемпионат мира предоставил 5 квот, региональные соревнования - 6 (Америка, Европа и Азия по 2). Каждая страна может направить до четырёх спортсменов, если она уже квалифицирована в командные соревнования. Таким образом, 60 мест получают спортсмены командных соревнований, остальные 15 - по рейтинговому принципу.

### Квоты

#### Командные соревнования
| Соревнования                                                                                       | Период                        | Место       | Квота | Квалифицированные страны                         |
| -------------------------------------------------------------------------------------------------- | ----------------------------- | ----------- | ----- | ------------------------------------------------ |
| Принимающая сторона                                                                                | -                             |             | 1     | Великобритания                                   |
| Чемпионат мира по конным видам спорта 2010 (5 лучших)                                              | 25 сентября - 10 октября 2010 | Лексингтон  | 5     | Германия · Франция · Бельгия · Бразилия · Канада |
| Чемпионат мира (лучший из группы С или G)                                                          | 25 сентября - 10 октября 2010 | Лексингтон  | 1     | Австралия                                        |
| МФКС олимпийская квалификация 2011 (лучший из группы С или G)                                      | 10 июля 2011                  | Ахен        | 1     | Украина                                          |
| Чемпионат Европы (группы A и B)                                                                    | 13 - 18 сентября 2011         | Мадрид      | 3     | Нидерланды · Швеция · Швейцария                  |
| Чемпионат Америки                                                                                  | 13 - 30 октября 2011          | Гвадалахара | 3     | США · Мексика · Чили                             |
| Лучший по совокупным очкам на чемпионате мира 2010 и олимпийской квалификации МФКС 2011 (группа F) | 27 - 30 декабря 2011          | Доха        | 1     | Саудовская Аравия                                |
| Всего                                                                                              |                               |             | 15    |                                                  |

#### Индивидуальные соревнования
| Соревнования                                          | Период                        | Место       | Квота | Квалифицированные спортсмены                |
| ----------------------------------------------------- | ----------------------------- | ----------- | ----- | ------------------------------------------- |
| Участники командных соревнований                      |                               |             | 60    | -                                           |
| Чемпионат мира по конным видам спорта 2010 (группа F) | 25 сентября - 10 октября 2010 | Лексингтон  | 2     | Египет · Сирия                              |
| Чемпионат мира по конным видам спорта 2010 (группа G) | 25 сентября - 10 октября 2010 | Лексингтон  | 1     | Япония                                      |
| Олимпийская квалификация МФКС 2011                    | 10 июля 2011                  | Ахен        | 1     | Япония                                      |
| Чемпионат Америки (группа D)                          | Oct 13 - 30, 2011             | Гвадалахара | 1     | Бермуды                                     |
| Чемпионат Америки (группа Е)                          | Oct 13 - 30, 2011             | Гвадалахара | 4     | Аргентина · Аргентина · Колумбия · Колумбия |
| Олимпийская квалификация МФКС 2011 (группа F)         | 27 - 30 декабря 2011          | Доха        | 1     | Иордания                                    |
| Олимпийский квалификационный рейтинг (группы A и B)   | 1 марта 2012                  | -           | 3     | Ирландия · Ирландия · Португалия            |
| Олимпийский квалификационный рейтинг (группа C)       | 1 марта 2012                  | -           | 2     | Азербайджан · Россия                        |
| Всего                                                 |                               |             | 75    |                                             |

## Троеборье

### Правила квалификации
Команды из пяти спортсменов были квалифицированы по результатам чемпионата мира по конным видам спорта или через региональные соревнования. Чемпионат предоставляет 5 мест, региональные - 5 (Америка и Европа - по 2, Ближний Восток и Африка - 1 место). В индивидуальных соревнованиях примут участие 75 спортсменов: 55 участников командных соревнований, 7 лучших из региональных соревнований и 13 лучших в мировом рейтинге. 

### Квоты

#### Командные соревнования
| Соревнования                               | Период                        | Место       | Квоты | Клифицированные страны                             |
| ------------------------------------------ | ----------------------------- | ----------- | ----- | -------------------------------------------------- |
| Принимающая сторона                        | -                             |             | 1     | Великобритания                                     |
| Чемпионат мира по конным видам спорта 2010 | 25 сентября - 10 октября 2010 | Лексингтон  | 5     | Канада · Новая Зеландия · США · Германия · Бельгия |
| Чемпионат Европы 2011 (группы A, B и C)    | 25 - 28 августа 2011          | Зальцхаузен | 2     | Франция · Швеция                                   |
| Чемпионат Америки (группа D/E)             | 13 - 30 октября 2011          | Гвадалахара | 2     | Бразилия · Аргентина                               |
| Чемпионат МФКС (группа F/G)                | 8 - 11 сентября 2011          | Blenheim    | 1     | Япония                                             |
| Всего                                      |                               |             | 11    |                                                    |

#### Индивидуальные соревнования
| Рейтинг МФКС (1 марта 2012)                                 | Квоты | Квалифицированные спортсмены |
| ----------------------------------------------------------- | ----- | --- |
| Участники командных соревнований                            | 55    | |
| Группа A (Северо-Западная Европа)                           | 1     | Нидерланды |
| Группа B (Юго-Западная Европа)                              | 1     | Италия |
| Группа C (Центральная и Восточная Европа; Центральная Азия) | 1     | Беларусь |
| Группа D (Северная Америка; Британские Карибы)              | 1     | Ямайка |
| Группа E (Центральная и Южная Америка)                      | 1     | Эквадор |
| Группа F (Африка и Ближний Восток)                          | 1     | ЮАР |
| Группа G (Юго-Восточная Азия, Океания)                      | 1     | Австралия |
| Дополнительно                                               | 13    | Австралия · Австралия · Австралия · Австралия · Нидерланды · Нидерланды · Таиланд · Италия · Ирландия · Австрия · Ирландия · Россия · Ирландия |
| Всего                                                       | 75    | |

## Квалифицированные страны
| Страна         | Выездка | Выездка | Конкур | Конкур | Троеборье | Троеборье | Всего | Всего |
| Страна         | Ком.    | Инд.    | Ком.   | Инд.   | Ком.      | Инд.      | Ком.  | Инд.  |
| -------------- | ------- | ------- | ------ | ------ | --------- | --------- | ----- | ----- |
| Австралия      |         |         | X      | 4      |           |           | 1     | 4     |
| Бельгия        |         |         | X      | 4      | X         | 5         | 2     | 9     |
| Бразилия       |         |         | X      | 4      |           |           | 1     | 4     |
| Великобритания | X       | 3       | X      | 4      | X         | 5         | 3     | 12    |
| Германия       | X       | 3       | X      | 4      | X         | 5         | 3     | 12    |
| Дания          | X       | 3       |        |        |           |           | 1     | 3     |
| Египет         |         |         |        | 1      |           |           |       | 1     |
| Испания        | X       | 3       |        |        |           |           | 1     | 3     |
| Канада         | X       | 3       | X      | 4      | X         | 5         | 3     | 12    |
| Колумбия       | X       | 3       |        |        |           |           | 1     | 3     |
| Нидерланды     | X       | 3       | X      | 4      |           |           | 2     | 7     |
| Новая Зеландия |         |         |        |        | X         | 5         | 1     | 5     |
| Сирия          |         |         |        | 1      |           |           |       | 1     |
| США            | X       | 3       |        |        | X         | 5         | 2     | 8     |
| Украина        |         |         | X      | 4      |           |           | 1     | 4     |
| Франция        |         |         | X      | 4      | X         | 5         | 2     | 9     |
| Швейцария      |         |         | X      | 4      |           |           | 1     | 4     |
| Швеция         | X       | 3       | X      | 4      | X         | 5         | 3     | 12    |
| Япония         |         |         |        | 2      | X         | 5         | 1     | 7     |
| Всего: 19      | 9       | 27      | 11     | 48     | 9         | 45        | 29    | 120   |